# Выползов
Выползов (укр. Виповзів) — село в Козелецком районе Черниговской области Украины. Население 522 человека. Занимает площадь 2,333 км².
Код КОАТУУ: 7422083002. Почтовый индекс: 17024. Телефонный код: +380 4646.
Со 2 сентября 1941 года на рубеже от Моровска до Выползова, на правом берегу Десны на фронте 20 км держала оборону от германских войск 41-я стрелковая дивизия.
Выползовский археологический комплекс состоит из городища, посада и подола. Здесь были исследованы объекты энеолитической трипольской культуры, эпохи бронзы, раннего железа и древнерусского времени.

## Власть
Орган местного самоуправления — Карпиловский сельский совет. Почтовый адрес: 17023, Черниговская обл., Козелецкий р-н, с. Карпиловка, ул. Центральная, 102а.